# Arses kaupi
Arses kaupi е вид птица от семейство Monarchidae.

## Разпространение
Видът е разпространен в Австралия.